# إستر هال
إستر هال (بالإنجليزية: Esther Hall)‏ هي ممثلة بريطانية، ولدت في 28 أغسطس 1970 في مانشستر في المملكة المتحدة.

## وصلات خارجية
- إستر هال على موقع IMDb (الإنجليزية)
- إستر هال على موقع ألو سيني (الفرنسية)
- إستر هال على موقع قاعدة بيانات الفيلم (الإنجليزية)
- إستر هال على موقع كينوبويسك (الروسية)